# Johannes Steinbach
Johannes Steinbach (2 juli 1992) is een Duits voetballer die speelt als verdediger.

## Carrière
Steinbach speelde in de jeugd van SV Eintracht Trier 05 maar maakte zijn profdebuut voor Borussia VfB Neunkirchen. In 2012 tekende hij een contract bij de Luxemburgse club Victoria Rosport waar hij 5 seizoenen blijft alvorens een contract te tekenen bij Jeunesse Esch. In 2020 verliet hij die club en keerde terug naar Victoria Rosport.